# Tympanogaster arcuata
Tympanogaster arcuata är en skalbaggsart som beskrevs av Perkins 2006. Tympanogaster arcuata ingår i släktet Tympanogaster och familjen vattenbrynsbaggar. Inga underarter finns listade i Catalogue of Life.